# Nody tenkozobý
Nody tenkozobý (Anous tenuirostris) je malý tropický druh rybáka, patřící k tmavým druhům nodyů rodu Anous.

## Popis
Nody tenkozobý je zbarvený jako ostatní druhy rodu Anous: je celkově tmavě hnědý, s šedobílým čelem, jehož zbarvení postupně přechází do tmavošedé barvy zadní strany krku. Nad a pod okem jsou malé bílé srpky. Nohy jsou tmavě hnědé, dlouhý tenký a špičatý zobák je černý.

## Rozšíření
Hnízdí ve dvou poddruzích v tropický vodách Indického oceánu:
- A. t. tenuirostris hnízdí v oblasti Seychel, na Réunionu a Maledivách
- A. t. melanops hnízdí na ostrovech u pobřeží západní Austrálie

V době mimo hnízdění se zdržují na mořích v okolí kolonií. Celosvětová populace je odhadována na 1 200 000 jedinců.